# Девон (блешня)

Важкі металеві девони

Дево́н (англ. Devon Minnow) — штучна риболовна принада, швидкісна обертова блешня. Типова будова девона: сигароподібна важка металева блешня із пропелером. Найбільше підходить для ловлі жереха та луфаря, але використовується і для ловлі інших видів хижої риби - форелі, головня, щуки тощо.
Як правило, девони важкі, але завдяки будові легко проводяться близько до поверхні води. Проте, бувають і легкі девони, і навіть ті, що плавають.
Зараз девони є малорозповсюдженим типом блешень, на ринку їх замінило розмаїття воблерів.